# Full Gear (2025)
O Full Gear 2025 será um evento pay-per-view (PPV) de luta livre profissional produzido pela promoção americana All Elite Wrestling (AEW). Será a sétima edição anual do Full Gear e acontecerá no sábado, 22 de novembro de 2025, no Prudential Center, em Newark, Nova Jérsei. Este será o segundo Full Gear consecutivo realizado nesse local, após o de 2024, e o terceiro no total, incluindo o de 2022.

## Produção

### Introdução

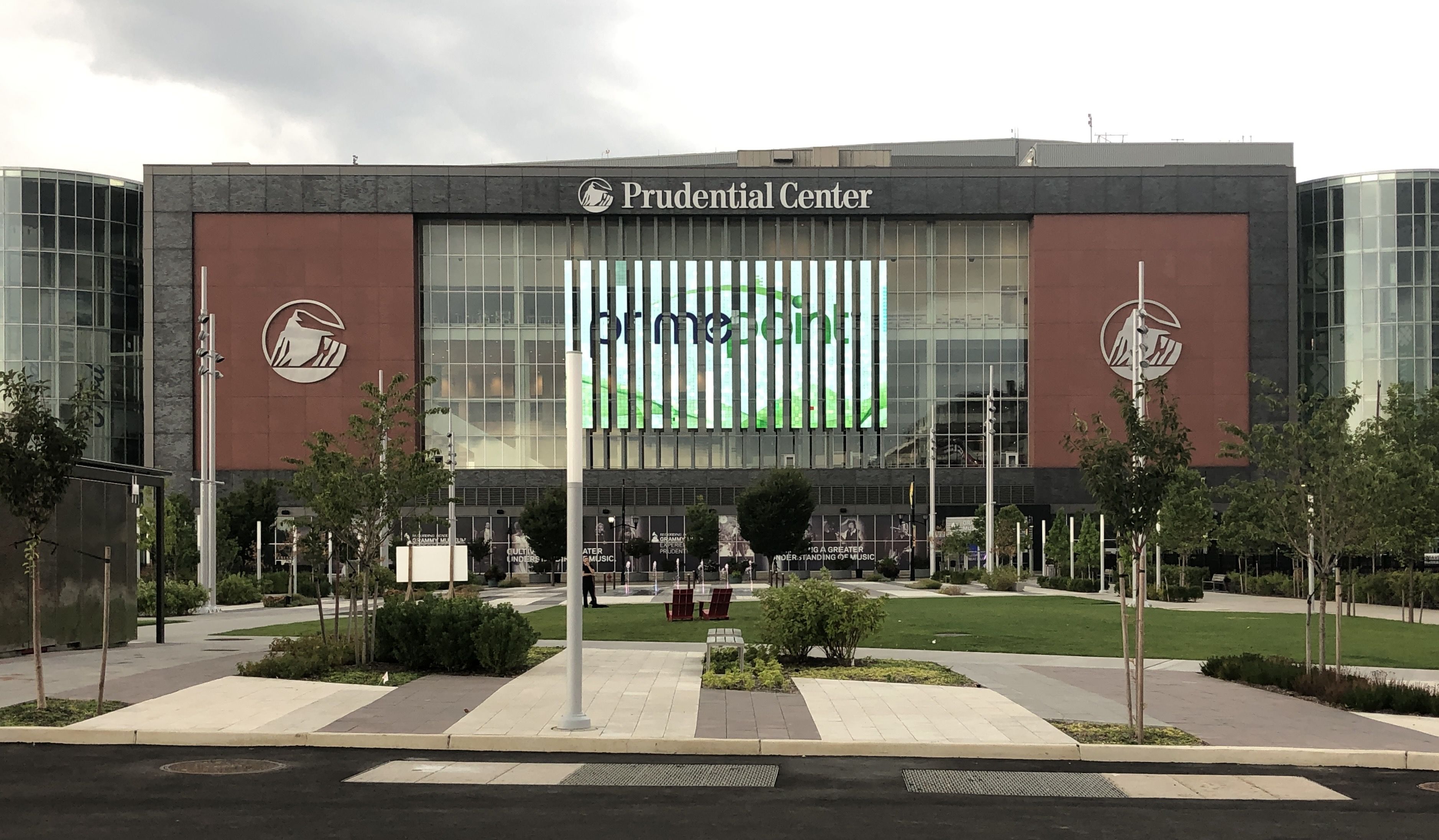
O Full Gear 2025 será realizado no Prudential Center em Newark, Nova Jérsei, pelo segundo ano consecutivo.

Full Gear é um evento anual pay-per-view (PPV) de luta livre profissional realizado todo mês de novembro pela promoção americana All Elite Wrestling (AEW) desde 2019. É considerado um dos "Cinco Grandes" eventos da AEW, ao lado de Revolution, Double or Nothing, All In e All Out — os cinco maiores eventos da promoção realizados anualmente.
Em 4 de agosto de 2025, a AEW anunciou que a sétima edição anual do Full Gear acontecerá no sábado, 22 de novembro, no Prudential Center, em Newark, Nova Jérsei. Este será o segundo Full Gear consecutivo realizado nesse local, após o de 2024, e o terceiro no total, incluindo o de 2022. Os ingressos estarão à venda a partir de 25 de agosto de 2025.

### Rivalidades
Full Gear contará com combates de luta livre profissional que envolvem diferentes lutadores de rivalidades preexistentes e enredos. As histórias são produzidas nos programas semanais de televisão da AEW, Dynamite e Collision.